# Arctornis semihyalina
Arctornis semihyalina är en fjärilsart som beskrevs av Swinhoe 1904. Arctornis semihyalina ingår i släktet Arctornis och familjen tofsspinnare. Inga underarter finns listade i Catalogue of Life.